# NGC 7156
NGC 7156 est une galaxie spirale intermédiaire située dans la constellation de Pégase. Sa vitesse par rapport au fond diffus cosmologique est de 3 636 ± 24 km/s, ce qui correspond à une distance de Hubble de 53,6 ± 3,8 Mpc (∼175 millions d'al). NGC 7156 a été découverte par l'astronome germano-britannique William Herschel en 1785.
La classe de luminosité de NGC 7156 est III-IV et elle présente une large raie HI. De plus, c'est une galaxie du champ, c'est-à-dire qu'elle n'appartient pas à un amas ou un groupe et qu'elle est donc gravitationnellement isolée.
Selon la base de données Simbad, NGC 7156 est une galaxie candidate au titre de galaxie active.
À ce jour, quatre mesures non basées sur le décalage vers le rouge (redshift) donnent une distance de 21,925 ± 1,367 Mpc (∼71,5 millions d'al), ce qui est loin à l'extérieur des valeurs de la distance de Hubble. Notons que c'est avec la valeur moyenne des mesures indépendantes, lorsqu'elles existent, que la base de données NASA/IPAC calcule le diamètre d'une galaxie et qu'en conséquence le diamètre de NGC 7156 pourrait être d'environ 27,9 kpc (∼91 000 al) si on utilisait la distance de Hubble pour le calculer.